# Тайнмут
Та́йнмут (англ. Tynemouth) — город (town) в составе метрополитенского района Норт-Тайнсайд в метрополитенском графстве Тайн-энд-Уир. Расположен в 13 километрах от Ньюкасла.

## История
Первые поселения появились на месте нынешнего города ещё в железном веке. На рубеже нашей эры этими землями владели римляне. В VII веке был основан монастырь в Тайнмуте. В нём в раннее Средневековье были похоронены трое королей: Освин, король Дейры (651 год), Осред II, король Нортумбрии (792 год) и Малкольм III, король Шотландии (1093 год). В память об этом герб района Норт-Тайнсайд украшают три короны. В 800 году монастырь был разрушен датчанами, вновь пострадал в 875, но к 1083 году окончательно восстановлен. В монастыре в XIII—XIV веках жили королевы Англии, супруги Эдуарда I и Эдуарда II, в то время, когда их мужья воевали в Шотландии. После поражения в битве при Бэннокбёрне в 1314 году Эдуард II бежит морем на корабле из Тайнмута в южную Англию. При короле Эдуарде III замок Тайнмут становится одной из сильнейших крепостей северной Англии.

## Достопримечательности
Название города происходит по имени реки Тайн, впадающей здесь в Северное море. Тайнмут известен своими песчаными пляжами и представляет собой курортное место, особенно популярное в выходные дни у жителей соседних крупных городов — Ньюкасла и Гейтсхеда. В летнее время года здесь проводятся различные музыкальные фестивали, собирающие множество зрителей (например, Mouth of the Tyne Festival).
Из местных архитектурных достопримечательностей следует отметить руины средневековых замка и монастыря, а также памятник британскому адмиралу XVIII столетия, барону Катберту Коллингвуду.

## Галерея

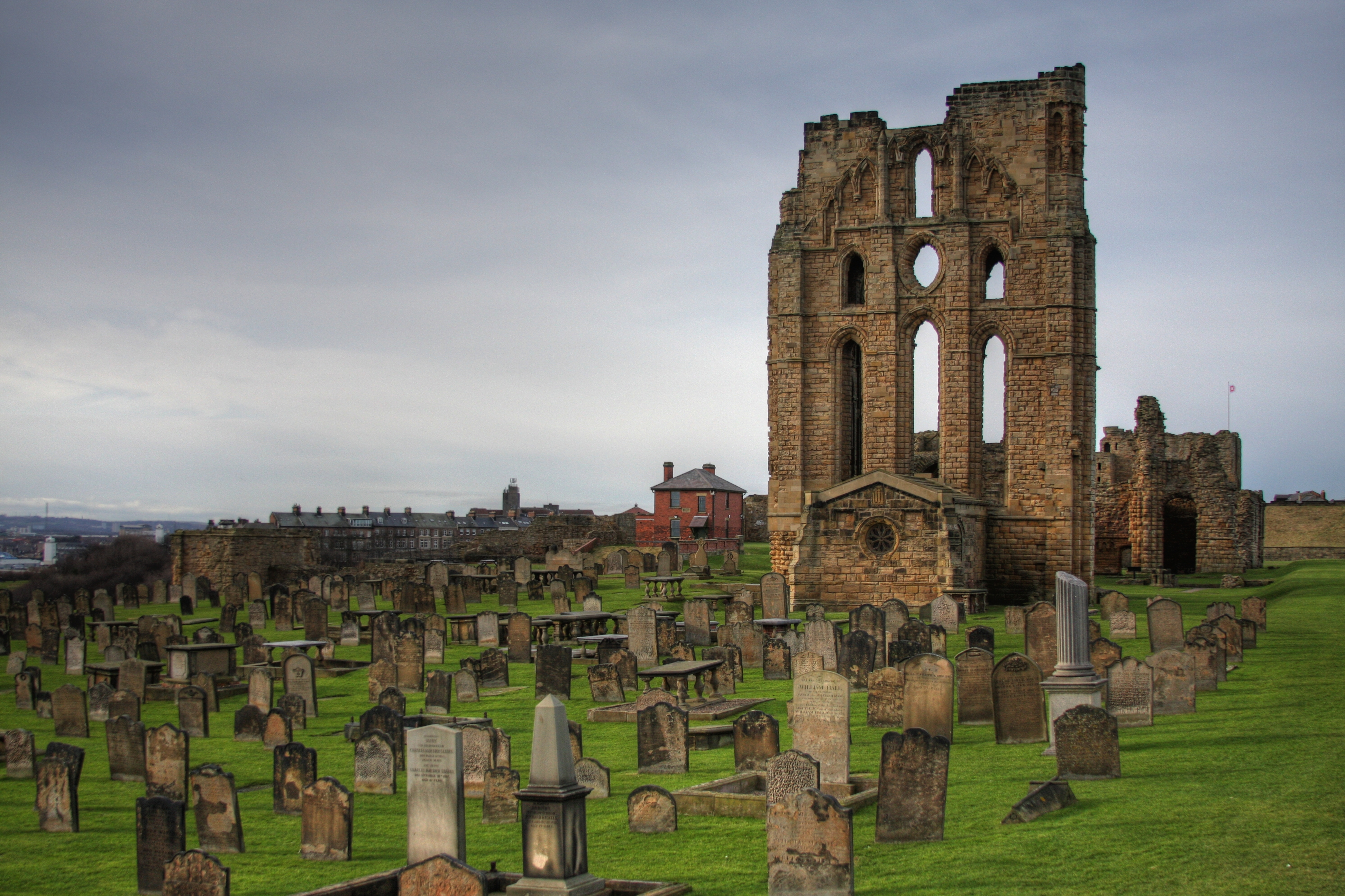
Руины Тайнмутского монастыря[англ.]
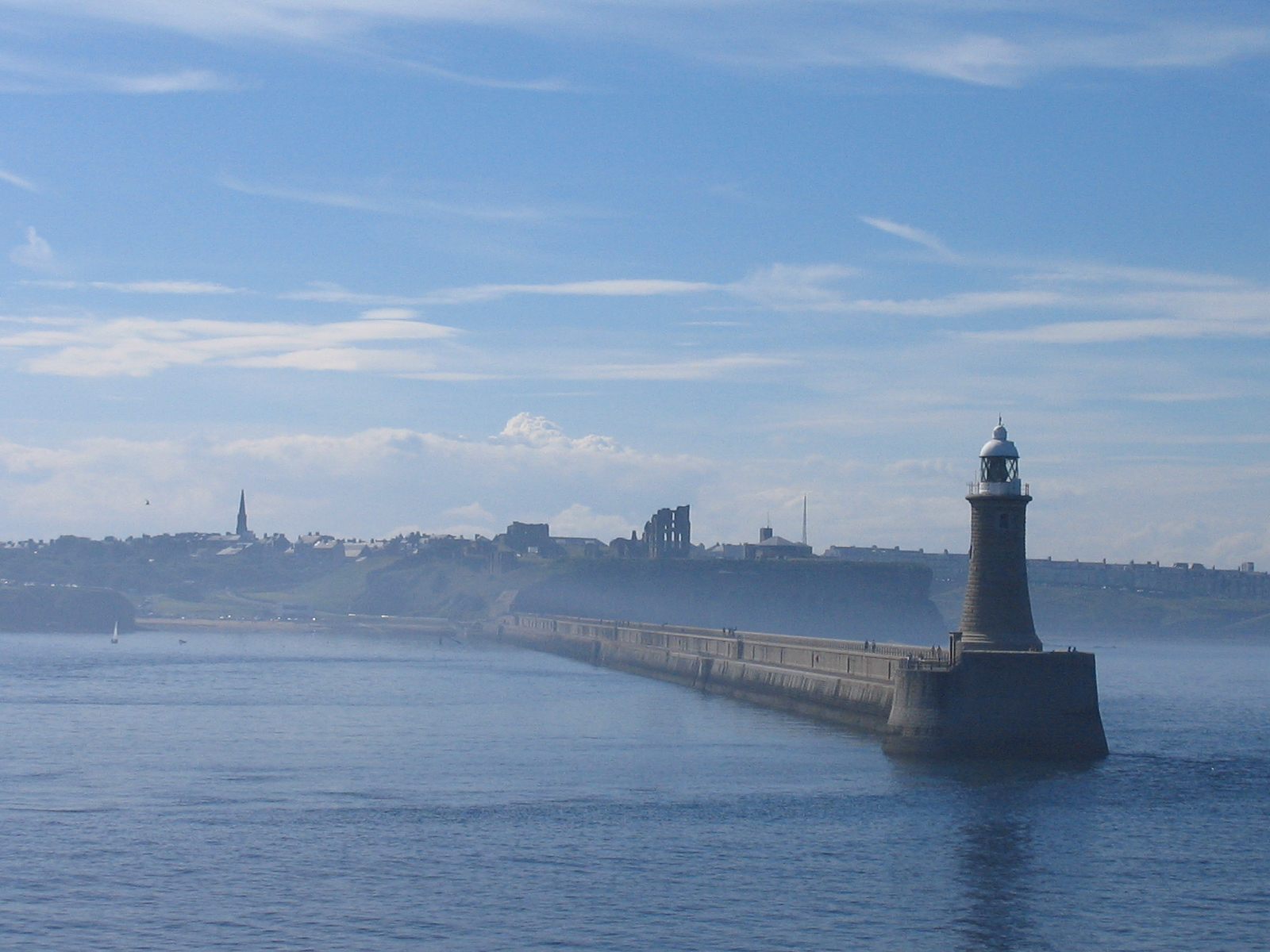
Вид на город со стороны моря и маяка
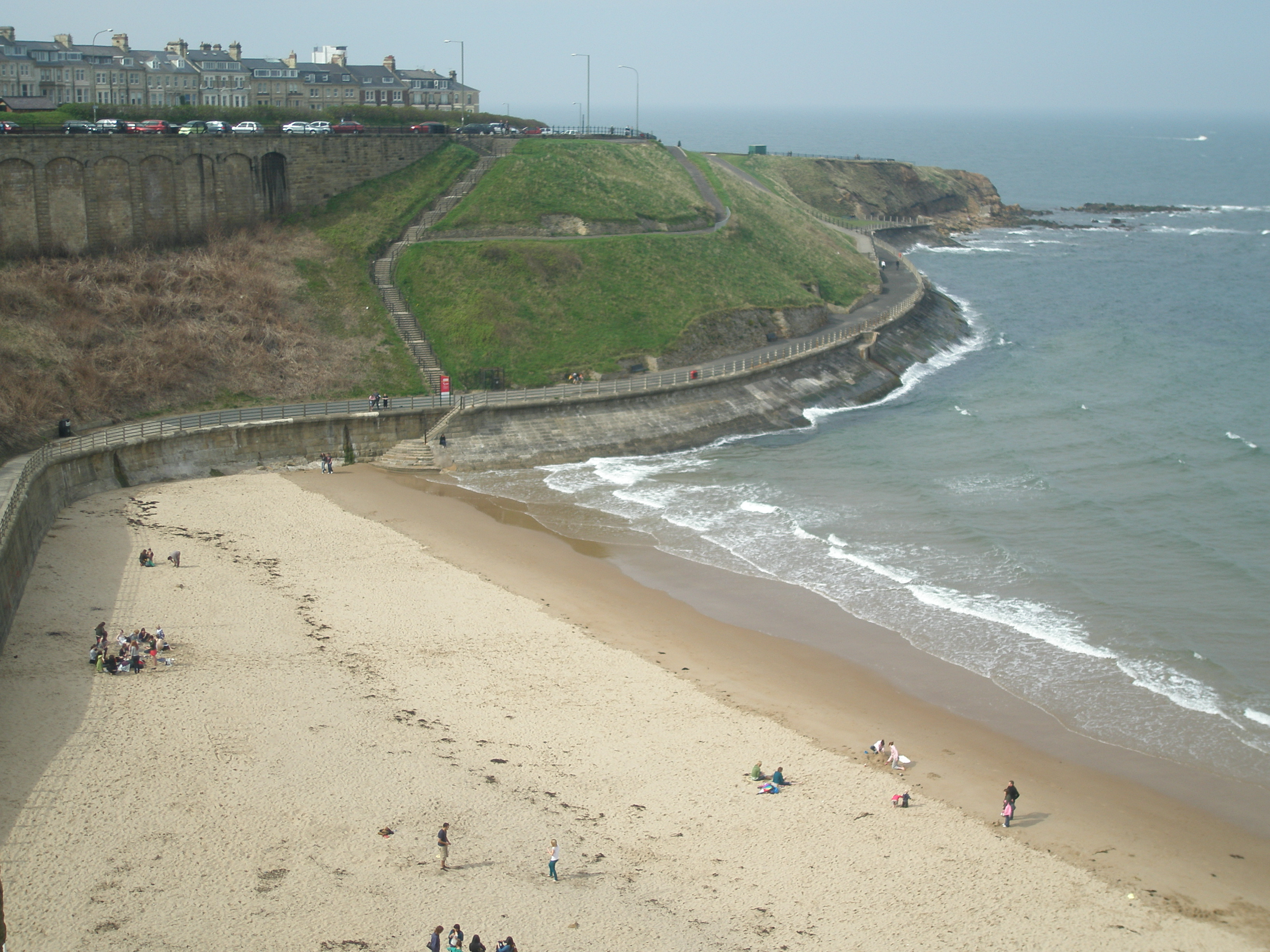
Песчаный пляж залива Короля Эдуарда (англ. King Edwards Bay). Вид со стороны замка